# Červen 2006
2. června – pátek
 Začaly volby do Poslanecké sněmovny Parlamentu České republiky 2006.
3. června – sobota
 Ve volbách do Poslanecké sněmovny zvítězila Občanská demokratická strana (35,4 %), následují Česká strana sociálně demokratická (32,3 %), Komunistická strana Čech a Moravy (12,8 %), Křesťanská a demokratická unie - Československá strana lidová (7,2 %) a Strana zelených (6,3 %). Premiér Jiří Paroubek poté na tiskové konferenci zpochybnil regulérnost voleb.
 Ve 20.34 hod. parlament Černé Hory na svém mimořádném zasedání ratifikoval výsledky referenda a přijal Usnesení o vyhlášení nezávislosti Republiky Černá Hora a Deklaraci nezávislé republiky Černá Hora. Jde o formální vyhlášení nezávislosti dle mezinárodního práva na základě nedávného referenda.
4. června – neděle
 Předseda ČSSD Paroubek doporučil straně odchod do opozice. Svůj návrh prezentovaný v debatě lídrů na ČT přednesl na odpoledním zasedání politického grémia. Ani po něm ale není jasné, co strana udělá. Lídr ODS Topolánek v televizi řekl, že chce o vládě jednat i se sociálními demokraty.
5. června – pondělí
 Prezident České republiky Václav Klaus pověřil předsedu vítězné ODS Mirka Topolánka jednáním o sestavení nové vlády.
 Po sobotním vyhlášení nezávislosti parlamentem Republiky Černá Hora také srbský parlament na svém zvláštním zasedání vyhlásil těsnou většinou nezávislost Srbska. Pro vyhlášení nezávislosti hlasovalo 126 poslanců z 250. Opozice při hlasování odešla ze sálu.
6. června – úterý
 Neobvyklé počasí pro tuto roční dobu bylo příčinou vyhlášení lavinového nebezpečí v části Alp v Rakousku. V některých oblastech napadlo až 75 cm nového sněhu.
 Islandský premiér Halldór Ásgrímsson odstoupil z funkce v reakci na neúspěch své strany v komunálních volbách. Ve funkci ho nahradil dosavadní ministr zahraničních věcí Geir Haarde.
7. června – středa
 V provincii Troms na severu Norska došlo k dopadu meteoritu. Těleso dopadlo do opuštěné oblasti, nejsou hlášeny žádné škody.
 Nezaměstnanost v květnu poklesla na 7,9 % z dubnových 8,3 %. Hlavním důvodem snížení nezaměstnanosti jsou nová pracovní místa ve stavebnictví a zemědělství. Bez práce je v Česku 431 725 lidí.
8. června – čtvrtek
 Při spojeneckém náletu byl v Iráku zabit druhý nejhledanější terorista světa Abú Musá Zarkáví.
 Bahrajnská právnička a bývalá velvyslankyně ve Francii Haya Rashed Al-Khalifa byla zvolena předsedkyní 61. Valného shromáždění OSN.
9. června – pátek
 Vláda premiéra Ference Gyurcsányho se ujala funkce v Maďarsku.
 Karel Kühnl, ministr obrany české vlády s právě končícím mandátem, podepsal i přes nesouhlas ODS smlouvu na nákup obrněných transportérů firmy Steyr. Jedná se o největší zakázku v historii ČR v hodnotě 24 miliard korun, za něž má být nakoupeno 199 vozidel jako náhrada starého typu transportérů OT-64.
12. června – pondělí
 Česká vláda uznala nezávislost Černé Hory. V deklaraci vláda uvedla, že respektuje výsledky referenda a že vznik Republiky Černá Hora vítá.
 Zemětřesení o síle 6,2 stupně Richterovy škály postihlo v noci japonský ostrov Kjúšú. Nejméně 8 lidí bylo zraněno.
15. června – čtvrtek
 Při autonehodě mezi Turňou nad Bodvou a Drienovcem zahynul bývalý československý federální ministr vnitra Ján Langoš (* 2. srpna 1946).
16. června – pátek
 V motolské nemocnici zemřela večer česká jazzová zpěvačka Vlasta Průchová (* 12. července 1926).
 Vstupenky pro volný prodej v kamenných obchodech na pražský koncert Madonny (6. září v Sazka Areně), jež se začaly prodávat přesně v 01:15, byly po cca půl hodině vyprodány.
 Nejvyšší soud v Brně po čtrnáctiletém sporu rozhodl, že katedrála svatého Víta a přilehlé budovy patří církvi.
18. června – neděle
 Předčasné parlamentní volby na Slovensku vyhrála strana SMER - sociálna demokracia vedená Robertem Ficem se ziskem 29,2 % hlasů. Jako druhá skončila Slovenská demokratická a křesťanská unie Mikuláše Dzurindy s 18,4 %. Celková volební účast dosáhla 54,67 % oprávněných voličů.
20. června – úterý
 Slovenský prezident Ivan Gašparovič na základě výsledku parlamentních voleb pověřil Roberta Fica sestavením nové vlády. Svoje první schůzky má Fico naplánovány s předsedou Lidové strany HZDS Vladimírem Mečiarem a předsedou Slovenské národní strany Jánem Slotou.
21. června – středa
Ve 14:26 SELČ nastal letní slunovrat a Slunce tímto okamžikem vstoupilo do znamení Raka.
 Vídeňské setkání amerického prezidenta Bushe s vrcholnými představiteli států Evropské unie otevřelo řadu sporných témat. Jednalo se např. o otázce bezvízovém styku pro občany všech členských zemí EU, o zajateckém táboře v zátoce Guantánamo nebo o postojích k Íránskému jadernému programu. Je zřejmé, že výsledky jednání nevedly v žádné z uvedených otázek k nalezení definitivní shody v názorech obou stran. Jednání provázela mimořádně silná bezpečnostní opatření a proběhla řada demonstrací proti politice Bushovy vlády.
24. června – sobota
 Filipíny zrušily trest smrti. Normu, která to nařizuje, podepsala prezidentka Gloria Macapagal-Arroyo.
26. června – pondělí
 Předsedové politických stran ODS, KDU-ČSL a Strany zelených podepsali koaliční smlouvu o složení budoucí vlády. Její hodnota je však značně problematická, protože zmíněná koalice nemá v Poslanecké sněmovně většinu a její podpora zbytkem politického spektra není v současné době zdaleka jistá.
28. června – středa
 Izraelské tanky začaly obsazovat část palestinského území v pásmu Gazy po vypršení dvoudenního ultimáta pro vydání uneseného izraelského vojáka. Ještě před zahájením útoku izraelské letouny bombardovaly silnice, zničily 3 mosty a raketovým útokem byla z provozu vyřazena elektrárna.
29. června – čtvrtek
 Volba nového předsedy Poslanecké sněmovny Parlamentu ČR skončila neúspěšně, když jediná kandidátka – Miroslava Němcová (ODS) – získala pouze 98 hlasů, pro zvolení je třeba obdržet minimálně 101 hlas. Poslankyni nepodpořili především zástupci KSČM a ČSSD, která usiluje o získání tohoto postu pro svého člena Lubomíra Zaorálka.
30. června – pátek
 Izraelská ofenziva v pásmu Gazy pokračovala zatčením několika desítek politiků z vedení strany Hamas včetně poslanců palestinského parlamentu.